# Perte de données maximale admissible
Pour les articles homonymes, voir Recovery (homonymie).
La perte de données maximale admissible (PDMA ou parfois PDAM) ou perte de données maximale tolérable (PDMT ou PMDT), en anglais recovery point objective (RPO) quantifie les données qu'un système d'information peut être amené à perdre par suite d’un incident. Usuellement, elle exprime une durée entre l’incident provoquant la perte de données et la date la plus récente des données qui seront utilisées en remplacement des données perdues. Cette durée est exprimée généralement en heures ou minutes.
La PDMA est souvent déterminée par la fréquence et la nature des sauvegardes effectuées sur les ressources informatiques. Toutefois, les données utilisées en remplacement des données perdues ne proviennent pas nécessairement d’une sauvegarde/restauration. Elles peuvent par exemple être reconstruites à partir de journaux de transactions, être issues d’une réplication, d'une copie ou d'un rejeu différé…

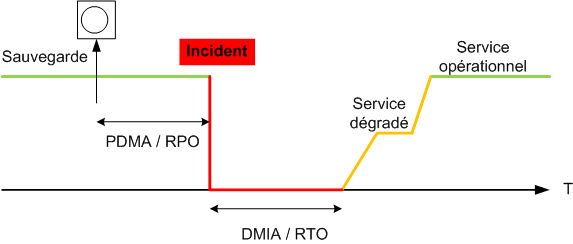
Positionnement du RPO dans un cas de sinistre

La PDMA est utilisée dans le cadre du développement du plan de continuité d'activité (PCA) et du plan de reprise d'activité (PRA), de même que la DMIA (en anglais recovery time objective (RTO)).